# Bleona
Bleona Qereti (Korçë, 14 de maig de 1979), coneguda com a Bleona, és una cantant i actriu albanesa. Des de 2009 resideix als Estats Units, on ha treballat amb productors com Timbaland, Rodney Jerkins o el guanyador d'un Grammy David Foster. Bleona ha llançat dos senzills incloent "Show Off" i "Pass Out", aquest últim coproduït per Timbaland. El setembre de 2013 va llançar el senzill "Take It Like A Man", que va entrar en el 7è. lloc de les llistes britàniques. La cantant va ser catalogada com la «Madonna d'Albània» pel New York Daily News.

## Biografia
Bleona va néixer a Albània. Als cinc anys va començar a cantar i actuar en festivals de música albanesa. Quan tenia 13 anys, els seus pares la van animar a deixar la carrera musical i dedicar-se plenament als seus estudis. Més tard la van enviar a un col·legi alemany per aprendre l'idioma alemany, idioma en que parla i en el que canta juntament amb anglès, albanès i italià. Va estudiar el Sistema Stanisklavski d'actuació, en el que es va graduar amb una llicenciatura de l'Acadèmia de les Arts de Tirana. També toca el violí. Va fixar la seva residència als Estats Units el setembre de 2009. El febrer de 2011, va esdevenir ciutadana dels Estats Units.

## Carrera musical
Va llançar el seu primer senzill, "Lermeni" («Deixa'm ser lliure») el 1996, i un any més tard va llançar el seu primer àlbum Kam Qejfin Tim («Porto el meu propi joc»). La primera gran gira de Bleona va tenir lloc aquest mateix any i va realitzar 25 actuacions d'estiu en sales de concerts a Suïssa i Alemanya. També el 1997, va realitzar una gira en suport del Partit Democràtic d'Albània encapçalat per Sali Berisha, i va llançar un vídeo musical de la cançó "Kam Qejfin Tim". Des de llavors Bleona ha estat publicant aproximadament un nou vídeo musical a l'any.
De 1999 a 2002, Bleona va llançar al mercat tres àlbums més. El 1999 va encapçalar la Gira Humanitària pel poble de Kosovo, amb actuacions a Suècia, París, Praga i Düsseldorf, Alemanya. De 2000 a 2001 va actuar en prop de 80 concerts a Europa i el Regne Unit, i el 2002 va ser cap de cartell de concerts a l'aire lliure. En aquest mateix any va llançar el DVD Nje xhiro neper Shqiperi («Recorrent Albània») que mostrava concerts seus a l'aire lliure. El concert final va ser a la capital d'Albània, Tirana, i va atreure a una gran multitud de fans malgrat la incessant pluja durant tota la nit.

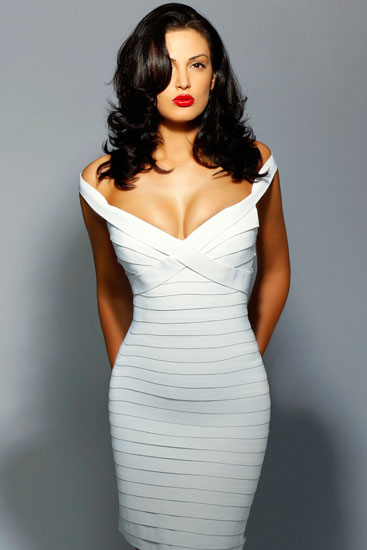
Bleona, el novembre de 2011

El 2003 va llançar l'àlbum Ti Nuk Di As Me Ma Lyp («No vas ser suficientment home per a mi»), del que es van vendre 40.000 còpies en menys d'un mes. La primera gira de Bleona als Estats Units va ser el 2004, quan un promotor de club la va convidar a la ciutat de Nova York, al Webster Hall. Des de llavors, ha continuat actuant tant als Estats Units com a Europa, així com per a les famílies reals de l'Aràbia Saudita i els Emirats Àrabs Units.
Els següents quatre anys, Bleona de nou va recórrer Kosovo, Anglaterra, Alemanya, Suïssa i Itàlia, i va actuar amb el grup de rock, Elita 5. El seu àlbum de l'any 2005, Boom Boom va ser gravat en anglès i albanès. També el 2005, el senzill "S'dua" va guanyar el Premi de les Cançons Màgiques, la versió albanesa dels premis Grammy.
Poc després d'instal·lar-se definitivament als Estats Units el 2009, va conèixer al productor Timbaland a la cerimònia dels premis Grammy. Un any després va començar a treballar amb ell en tres noves cançons. L'artista albanesa ha col·laborat en cançons amb Rodney Jerkins, Makeba, i treballat amb Jimmy Douglass.
El seu senzill en anglès "Show Off" va ser llançat el 27 de setembre de 2010. El setembre de 2012, Bleona va coproduir amb Timbaland el senzill "Pass Out", interpretat amb Brasco. Posteriorment va ser de gira per Europa per promocionar el senzill, actuant a Albània a les ciutats de Vlorë, Elbasan, Shkodër i Tirana; la capital de Kosovo, Pristina; Tetovo a Macedònia i a Düsseldorf, Alemanya. A l'estiu de 2013, Bleona va anunciar el llançament del seu single "Take It Like A Man" produït per StopWaitGo, que va fer coincidir amb la seva actuació al Las Vegas Gay Pride el 7 de setembre de 2013.
El febrer de 2014, Bleona va començar a filmar una nova sèrie de televisió Euros of Hollywood, que es va estrenar el 3 de novembre de 2014. El 2015 Bleona va tornar a Albània on va ser membre del jurat de X Factor.

## Discografia
Àlbums d'estudi
- 1997: Kam Qejfin Tim
- 1999: Nese Me Do Fort
- 2001: S'me Behet Vone
- 2002: Ik Meso Si Dashurohet
- 2003: Ti Nuk Di As Me Ma Lyp
- 2005: Greatest Hits
- 2005: Boom Boom
- 2007: Mandarin

Senzills
- 1996: "Lermeni"
- 1999: "Nese me do fort"
- 2001: "S'me behet vone"
- 2002: "Ik meso si dashurohet"
- 2003: "O bo bo c'i bere vehtes (O.M.G.)"
- 2005: "S'dua"
- 2005: "Boom Boom”
- 2006: "Hallal e ke"
- 2007: "Mandarin"
- 2008: "Magnetic"
- 2010: "Show Off"
- 2012: "Pass Out"
- 2013: "Take It Like A Man"